# 大同會
大同會本部事務所位於鳥取縣米子市富士見町2-138 的設置，日本的指定暴力團之一・六代目山口組的2次團體。

## 略史
森尾卯太男帶領的大同會原是一和會二代目山廣組下部團體 → 1989年3月一和會解散，當時五代目山口組三代目山健組組長的桑田兼吉授與森尾卯太男舍弟盃，大同會納入山健組傘下團體 → 2005年11月直參升格、為六代目山口組的2次團體，同年、森尾卯太男擔任若頭付（若頭保鑣），2009年1月，森尾卯太男升格幹部；2012年4月，昇格若頭補佐。

## 最高幹部
- 會長・森尾卯太男（本名 服部盛夫、四代目山健組舍弟頭補佐、六代目山口組若頭補佐）
- 若頭・奥田 薫（奥田組組長）
- 相談役・西村伸一（至同会会長）
- 副會長・岸本健次（二代目神原組組長）
- 舍弟頭・中村 治（統龍會會長）
- 本部長・細田幸一（三代目細田組組長）
- 若頭代行・岸本晃生
- 舎弟頭補佐・片桐三四郎（片桐組組長）
- 若頭補佐、事務局長・吉澤 進（三代目山陰高木會會長）
- 會長室長・矢田克彦
- 幹部・笹原 亮（笹原連合會會長）